# جوزيف روكر لامار
جوزيف روكر لامار (بالإنجليزية: Joseph Rucker Lamar) (و. 1857 – 1916 م)هو محامي، وقاضي، وسياسي من الولايات المتحدة الأمريكية . تولى منصب عضو جورجيا مجلس النواب .
وهو عضو في الحزب الديمقراطي الأمريكي .
توفي في واشنطن العاصمة .

## روابط خارجية
- جوزيف روكر لامار على موقع الموسوعة البريطانية (الإنجليزية)
- جوزيف روكر لامار على موقع إن إن دي بي (الإنجليزية)